# 第49師団 (日本軍)
第49師団（だいよんじゅうきゅうしだん）は、大日本帝国陸軍の師団の一つ。

## 沿革
1944年（昭和19年）1月、朝鮮半島の留守第20師団と独立第64歩兵団（司令部:奈良）、独立山砲兵第1連隊（高田）を基幹に臨時に編成された。兵員の約2割が朝鮮半島在留日本人であった。同年5月、南方軍戦闘序列に編入されビルマ派遣が決定された。同年6月からシンガポール及びサイゴンへ出発するが、途中で2隻の輸送船が戦没し、約1,600名の将兵が失われた。
ビルマに進駐後、第33軍に歩兵第168連隊と山砲兵第49連隊第2大隊主力による吉田部隊が編入され、ビルマルート遮断を目指した「断作戦」に参加した。また、歩兵第153連隊と山砲兵第49連隊第3大隊の構成による林部隊は、エナンジャン油田（ビルマ南西部）北部での作戦に従事した。
さらに、第49師団はメイクテーラ奪回作戦を担ったが、作戦は失敗しビルマ南方に撤退。さらにシッタン川東岸において防御を実施する中で終戦を迎えた。

## 師団概要

### 師団長
- 竹原三郎 中将 1944年（昭和19年）1月7日 - 終戦[1]

### 参謀長
- 有富治郎 大佐：1944年（昭和19年）1月7日[2] - 1944年4月6日[3]
- 緒方捨次郎 大佐：1944年（昭和19年）4月6日 - 終戦[4]

### 最終司令部構成
- 参謀長：緒方捨次郎大佐
  - 作戦参謀：的埜中郎中佐
  - 情報参謀：淵熊市中佐
  - 後方参謀：田口厳寛少佐
  - 参謀：古賀俊次少佐
- 高級副官：杉浦栄次郎少佐

### 最終所属部隊
- 歩兵第106連隊（京城）：斎藤敏雄少佐
- 歩兵第153連隊（京城）：野田倭文雄中佐
- 歩兵第168連隊（京城）：中尾策郎大佐
- 騎兵第49連隊：田中和一郎大佐
- 山砲兵第49連隊：園田豊二中佐
- 工兵第49連隊：大原芳一少佐
- 輜重兵第49連隊：大河原定大佐
- 第49師団通信隊：宮武金市少佐